# Suggestions de l'immortalité à partir de réminiscences de la tendre enfance
Suggestions de l’immortalité à partir de réminiscences de la tendre enfance (en anglais : Ode: Intimations of Immortality from Recollections of Early Childhood) est une ode écrite par William Wordsworth en 1804 publiée dans le recueil Poems, in Two Volumes (en) en 1807.

## Contexte
Le poème est composé en deux parties, les quatre premières strophes étant écrites parmi une série de poèmes composés en 1802 sur l'enfance.
La première partie du poème est achevée le 27 mars 1802 et une copie est fournie à l'ami de Wordsworth, Samuel Taylor Coleridge, qui répond en avril avec son propre poème, Dejection: An Ode.
La quatrième strophe de l'ode se termine par une question, et Wordsworth est enfin en mesure d'y répondre avec sept strophes supplémentaires au début de 1804. Elle est d'abord publiée sous le nom de Ode en 1807 et ce n'est qu'en 1815 qu'elle est modifiée et retravaillée dans la version actuellement connue, Ode: Intimations of Immortality.

## Description
Le poème est une ode pindarique irrégulière en onze strophes qui combine des aspects des Conversation poems (en) de Coleridge, les sentiments religieux de la Bible et les œuvres de Saint Augustin, et des aspects des traditions élégiaques et de l'Apocalypse.
L'ode est divisée en trois mouvements : les quatre premières strophes traitent de la mort, de la perte de la jeunesse et de l'innocence ; les deux autres strophes décrivent comment l’âge fait perdre de vue le divin ; et les trois dernières strophes expriment l’espoir que le souvenir du divin nous permette de sympathiser avec nos semblables.
Le poème s'appuie sur le concept de préexistence, l'idée selon laquelle l'âme existe avant le corps, afin de connecter les enfants à la capacité de témoigner du divin dans la nature. Au fur et à mesure que les enfants grandissent, ils deviennent plus mondains et perdent cette vision divine, et l'ode révèle la compréhension de Wordsworth concernant le développement psychologique, que l'on retrouve également dans ses poèmes Le Prélude et Abbaye de Tintern (en). L'éloge de Wordsworth sur l'enfant en tant que « meilleur philosophe » est critiquée par Coleridge et devient la source de discussions critiques ultérieures.

## Réception
Les critiques modernes ont parfois qualifié le poème de Wordsworth de « Grand Ode », et l'ont classé parmi ses meilleurs poèmes, mais cela n'a pas toujours été le cas.
Les critiques contemporaines du poème ont été mitigées, de nombreux critiques attaquant le travail ou, comme Lord Byron, rejetant le travail sans analyse. Les critiques ont estimé que le sujet de Wordsworth était trop « bas » et certains ont estimé que l'accent mis sur l'enfance était mal placé. Parmi les poètes romantiques, la plupart ont cependant salué divers aspects du poème.
À l'époque victorienne, la plupart des critiques de l'ode étaient positives, seul John Ruskin adoptant une position fortement négative contre le poème. Le poème a continué d'être bien reçu au 20e siècle, à quelques exceptions près. La majorité des critiques l'a classé parmi les plus grands poèmes de Wordsworth.